# Фернандес Ибаньес, Беатрис
Беатрис Фернандес Ибаньес (исп. Beatriz Fernández Ibáñez, родилась 19 марта 1985 года в Сантандере) — испанская гандболистка, левая крайняя команды «Бера-Бера» и женской сборной Испании; бронзовый призёр Олимпийских игр 2012 года, серебряный призёр чемпионатов Европы 2008 и 2014 годов.

## Карьера

### Клубная
Играть в гандбол начала в 12-летнем возрасте, выступала на позиции левой крайней в клубах «Викар Гойя», «Парк Сагунт», «Мар Аликанте» и «Бера-Бера». Летом 2012 года перешла в «Флери» из Франции, с командой выиграла Кубок Франции в 2014 году и чемпионат Франции в 2015 году. Вернулась в начале 2016 года в «Бера-Бера», с которой выиграла чемпионат Испании.

### В сборной
Беатрис сыграла 174 матча за сборную Испании, отличившись 369 раз. С командой стала серебряным призёром чемпионата Европы 2008 и 2014 годов, в 2009 году участвовала в чемпионате мира в Китае. Летом 2012 года завоевала бронзовую медаль Олимпийских игр в Лондоне.